# Архиепархия Бордо
Архиепархия Бордо (лат.  Archidioecesis Burdigalensis) — архиепархия Римско-Католической церкви с центром в городе Бордо, Франция. Архиепархия Бордо распространяет свою юрисдикцию на территорию департамента Жиронда. В митрополию Бордо входят епархии Ажена, Байонны, Перигё, Эра. Кафедральным собором архиепархии Бордо является собор святого Андрея. В городе Базасе находится сокафедральный собор святого Иоанна Крестителя.
Архиепископ Бордо носит почётный титул примас Аквитании.

## История

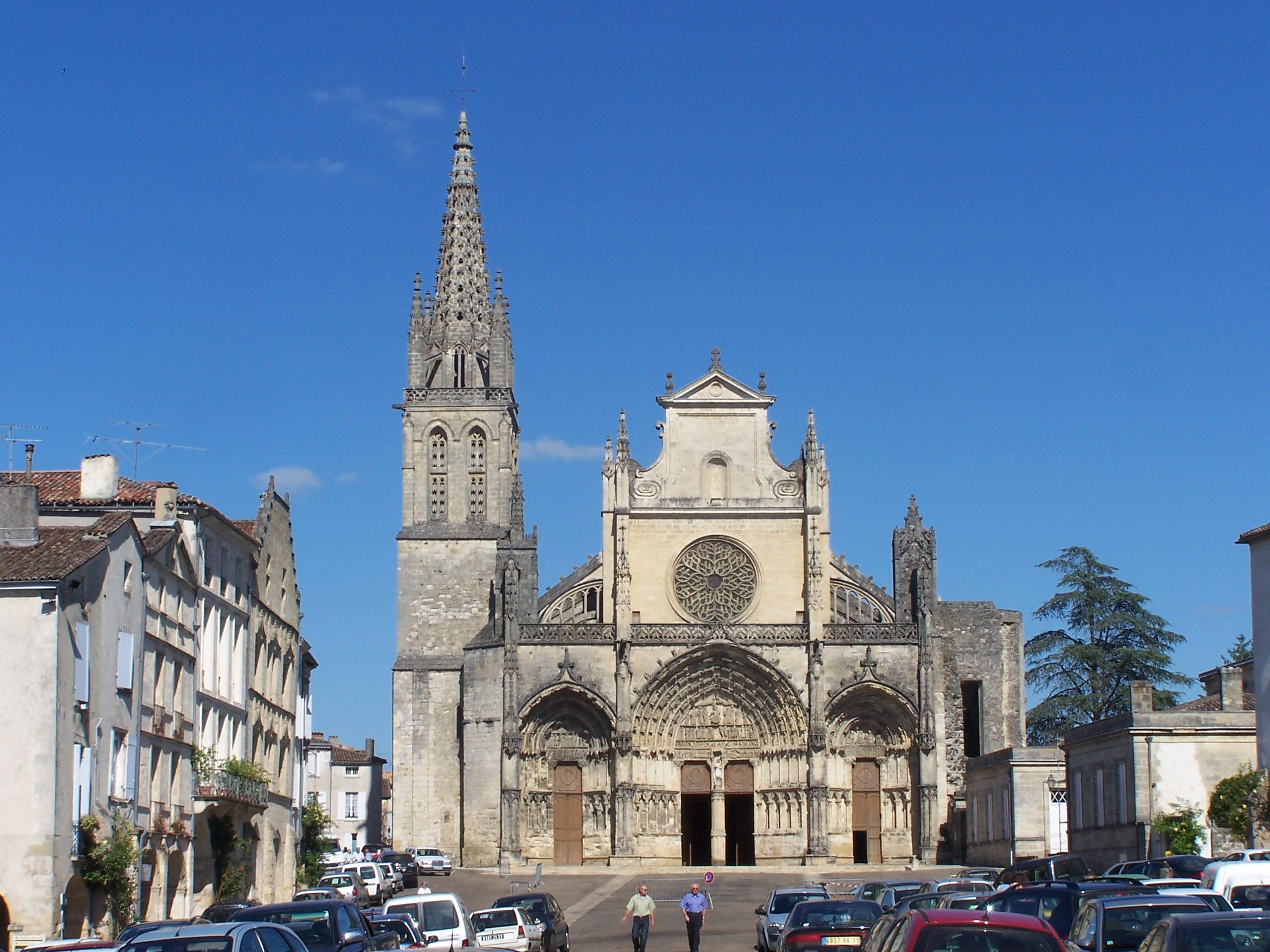
Собор святого Иоанна Крестителя, Базас, Франция

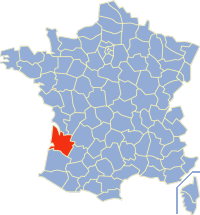
Расположение архиепархии Бордо

Архиепархия Бордо была основана в начале IV века. Первым документированным свидетельством об архиепархии Бордо является Арльский собор 314 года, в котором участвовал архиепископ этого города. В 80-е годы IV века в Бордо состоялся Синод, который осудил последователей Присциллиана. На Синоде в Бордо председательствовал святой Дельфин, который ранее участвовал на Соборе в Сарагосе в 380 году. Святой Дельфин состоял в переписке со святым Амвросием и находился в дружеских отношениях со святым Павлином Ноланским.
В первой половине V века архиепископом Бордо был епископ из Кёльна святой Северин. В VI веке значительную роль в развитии архиепархии Бордо сыграл епископ Леонтий II, построивший в епархии множество храмов.
Во время правления Гильома VIII и Гильома IX (1052—1127 гг.) в Бордо активно развивалось строительство храмов романском стиле. В этот период были построены церкви святого Северина, святого Креста и собор святого Андрея (построен в 1096 году).
В средние века возник спор между Бордо и Буржем, каждый из которых претендовали на столичный статус герцогства Аквитании. В этом споре активную роль принял Святой Престол. В 1146 году Римский папа Евгений III подтвердил претензии Буржа быть столицей Аквитании, в 1232 году Римский папа Григорий IX присвоил архиепископу Буржа титул Патриарха Аквитании, даровав ему право вмешиваться в деятельность архиепископа Бордо. Эта ситуация привела к дальнейшему противостоянию между Бордо и Буржем. Когда архиепископы Буржа в 1240 и 1284 году посещали Бордо, то встречали там холодный приём и закрытые церкви. Дважды архиепископы Бордо во время этих посещений отлучали верующих Бордо от церкви. На спор между Бордо и Буржем также повлияла политическая ситуация. В 1137 году после аннулирования брака между Людовиком VII и Элеонорой Аквитанской Бордо стал столицей английских владений в Аквитании, поэтому французский король поддерживал Бурж. Многие архиепископы Бордо придерживались проанглийских настроений. Одним из них был архиепископ Гильем Аманё, которому английский король Генрих III присвоил титул сенешаля и управляющего всех земель за морем. Проанглийские настроения архиепископов Бордо привели к тому, что в XIV веке литургическим языком в архиепархии Бордо был английский. Римский папа Климент V, будучи уроженцем Базаса, поддержал Бордо, архиепископом которого он был с 1300 по 1305 гг.
Блаженный Пьер Берлан, будучи архиепископом Бордо с 1430—1457 гг., построил в Бордо университет и колледж святого Рафаила для бедных студентов.
В XIII веке в Бордо были основаны монастыри монашеских орденов кармелитов, францисканцев и доминиканцев.
После Столетней войны Бордо был возвращён Франции.
29 ноября 1801 года после конкордата с Францией архиепархия Бордо была понижена до статуса епархии и была присоединена к митрополии Ангулема, Пуатье и Ла-Рошеля. К епархии была присоединена территория упразднённой епархии Базаса.
6 октября 1822 года Римский папа Пий VII выпустил буллу Paternae charitatis, которой восстановил статус архиепархии, присоединив к митрополии Бордо епархии Ажена, Тулузы (сегодня — Архиепархия Тулузы) и восстановленные епархии Перигё и Люсона. В 1850 году к митрополии Бордо были присоединены епархии Фор-де-Франса (сегодня — Архиепархия Фор-де-Франса) на Мартинике, Бас-Тера на острове Гваделупа и Сен-Дени-де-ла-Реюньон на острове Реюньон. Позднее эти заморские епархии были исключены из митрополии Бордо.
20 ноября 1937 года архиепархия Бордо получила право добавлять к своему наименованию город Базас.
16 декабря 2002 года границы церковной провинции Бордо были измененены и к ней была присоединена территория упразднённой епархии Оша.

## Ординарии архиепархии
| - архиепископ святой Дельфин (380 — 404); - архиепископ святой Аманд (404 — 410); - архиепископ святой Северин Кёльнский (410 - 420); - архиепископ святой Аманд (420 - 431); - архиепископ Галлициан (451); - архиепископ Эмилий (475); - архиепископ Киприан (485 — 511) - архиепископ Леонтий I (520); - архиепископ Леонтий II (542 — 564); - архиепископ Бертранд (566 — 585); - архиепископ Гондегизиль (589); - архиепископ Никасий (VII — VIII); - архиепископ Арнегизиль (VII — VIII); - архиепископ Антоний (VII — VIII); - архиепископ Фронтон (VII — VIII); - архиепископ Веревульф (VII — VIII); - архиепископ Сихарий (816 — 825); - архиепископ Ададельм (829 — 848); - архиепископ Фротарий (860 — 876); - архиепископ Адельберт (940); - архиепископ Жоффруа I (982); - архиепископ Гомбо (989); - архиепископ Сегуин (1000); - архиепископ Арно (1022); - архиепископ Ислон де Сент (1022 — 1026); - архиепископ Жоффруа II (1027 — 1043); - архиепископ Аршамбо де Партене (1047 — 1059); - архиепископ Андрон (1059); - архиепископ Жослен де Партене (1060 — 1086); - архиепископ Амат д'Олорон (1088 — 1102); - архиепископ Арно Жеро де Кабанак (1103 — 1130); - архиепископ Жерар Ангулемский (1131 — 1135); - архиепископ Жоффруа дю Луру (1135 — 1158); - архиепископ Раймон де Марей (1158 — 1160); - архиепископ Хардуин (1160 — 1162); - архиепископ Бертран де Монто (1162 — 1173); - архиепископ Гильом Тамплиер (1174 — 1187); - архиепископ Эли де Мальмор (1188 — 1207); - архиепископ Гильом Аманьё Женевский (1207 — 1227); - архиепископ Жеро де Мальмор (1227 — 1261); - архиепископ Пьер де Ронсево (1262 — 1270); - архиепископ Симон де Рошешуар (1275 — 1280); - архиепископ Гильом III (1285 — 1287); - архиепископ Анри Женевский (1289 — 1296); - архиепископ Бозон де Салиньяк (1296 — 1300); - архиепископ Раймон Бертран де Го (1300 — 1305) - Римский папа Климент V; - архиепископ Арно де Кантлу (1305); - архиепископ Арно де Кантлу (1306 — 1332); - архиепископ Пьер де Люк (1332 — 1345); | - архиепископ Аманьё де Каз (1344 — 1348); - архиепископ Бернар де Каз (1348 — 1351); - архиепископ Аманьё де Ла Мот (1351 — 1360); - архиепископ Филипп де Шамбарльяк (1360 — 1361); - архиепископ Эли де Салиньяк (1361 — 1378); - архиепископ Гильом IV (1378 — 1379); - архиепископ Раймон Бернар де Роке (1380 — 1384); - архиепископ Франческо Беневентский (1384 — 1389); - кардинал Франческо Угуччоне (1389 — 1412); - архиепископ Давид де Монферран (1414 — 1430); - архиепископ Пеи Берлан (1430 — 1456); - архиепископ Блез Ренье де Греэль (1456 — 1467); - архиепископ Артур де Монтобан (1467 — 1478); - кардинал Андре д'Эспине (1478 — 1500); - архиепископ Жан де Фуа (1501 — 1529); - архиепископ Габриель де Грамон (1529 — 1530); - архиепископ Шарль де Грамон (1530 — 1544); - кардинал Жан Дю Белле (1544 — 1551); - архиепископ Жан де Монти (1551 — 1553); - архиепископ Франсуа де Мони (1553 — 1558); - кардинал Жан Дю Белле (1559 — 1560); - архиепископ Антуан Превост де Сансак (1560 — 1591); - архиепископ Жан Бретонец (1591 — 1599); - кардинал Франсуа д'Эскубло де Сурди (1599 — 1628); - архиепископ Анри д'Эскубло де Сурди (1629 — 1645); - архиепископ Анри де Бетюн (1646 — 1680); - архиепископ Луи д'Англюр де Бурлемон (1680 — 1697); - архиепископ Арман Базен де Безон (1698 — 1719); - архиепископ Франсуа Эли де Вуайе де Польми д'Аржансон (1719 — 1728); - архиепископ Франсуа Оноре де Козобон де Манибан (1729 — 1743); - архиепископ Луи-Жак д'Одибер де Люссан (1734 — 1769); - архиепископ Фердинан-Максимильен Мерьядек де Роан-Гемене (1769 — 1781); - архиепископ Жером-Мари Шампьон де Сисе (1781 — 1802); - архиепископ Пьер Пакаро (1791 — 1797); - архиепископ Доминик Лакомб (1797 — 1801); - архиепископ Шарль Франсуа д'Авьо дю Буа де Санзе (1802 — 1826); - кардинал Жан-Луи Анн Мадлен Лефевр де Шеверю (1826 — 1836); - кардинал Франсуа-Огюст-Фердинан Донне (1837 — 1882); - кардинал Эме-Виктор-Франсуа Гильбер (1883 — 1889); - кардинал Виктор-Люсьен-Сюльпис Леко (1890 — 1909); - кардинал Полен-Пьер Андриё (1909 — 1935); - архиепископ Морис Фельтен (1935 — 1949); - кардинал Поль-Мари-Андре Ришо (1950 — 1968); - архиепископ Марью-Феликс-Антуан Мазье (1968—1989); - кардинал Пьер-Этьен-Луи Эйт (1989 — 2001); - кардинал Жан-Пьер Рикар (2001 — 2019); - архиепископ Жан-Поль-Андре-Дени-Марсель Жаме (2019 — по настоящее время). |  |

## Источник
- Annuario Pontificio, Libreria Editrice Vaticana, Città del Vaticano, 2003, ISBN 88-209-7422-3
- Булла Paternae charitatis/ Bullarii romani continuatio, Tomo XV, Romae 1853, стр. 577—585 Архивная копия от 14 декабря 2013 на Wayback Machine  (лат.)